# Caserne Perowne
La caserne Perowne (掃管軍營, Perowne Barracks) était une installation militaire de l'armée britannique située dans les Nouveaux Territoires à Hong Kong.
Construite en 1931, elle est désaffectée en 1994 en prévision de la rétrocession de Hong Kong à la Chine et ses bâtiments servent aujourd'hui à différents usages.

## Histoire
La caserne, qui est établie en tant que camp militaire de Tai Lam en 1931, est ensuite rebaptisée « caserne Perowne » en l'honneur du major-général Lancelot Perowne (en), commandant de la brigade de Gurkhas, qui y est basé,. Elle est fermée en 1994 dans le cadre du retrait de la présence militaire britannique avant la rétrocession de Hong Kong à la Chine de 1997. Ses structures sont ensuite utilisées comme logements d'étudiants de l'université Lingnan (en), comme école de formation du département de l'immigration et plus récemment par l'organisation caritative Crossroads Foundation (en).
Jusqu'en 2008, la caserne sert comme point d'arrivée du parcours du sentier MacLehose ayant lieu chaque année. En 2009, le tracé du parcours est modifié pour se terminer à Tai Tong (en) dans le district de Yuen Long, mais cela s'avérera n'être que temporaire. Après la démolition de la partie sud de la caserne faisant face à Castle Peak Road et la construction du nouveau campus du collège Chu Hai (en) sur le même site, elle redevient le point d'arrivée du parcours en 2019.

## Galerie

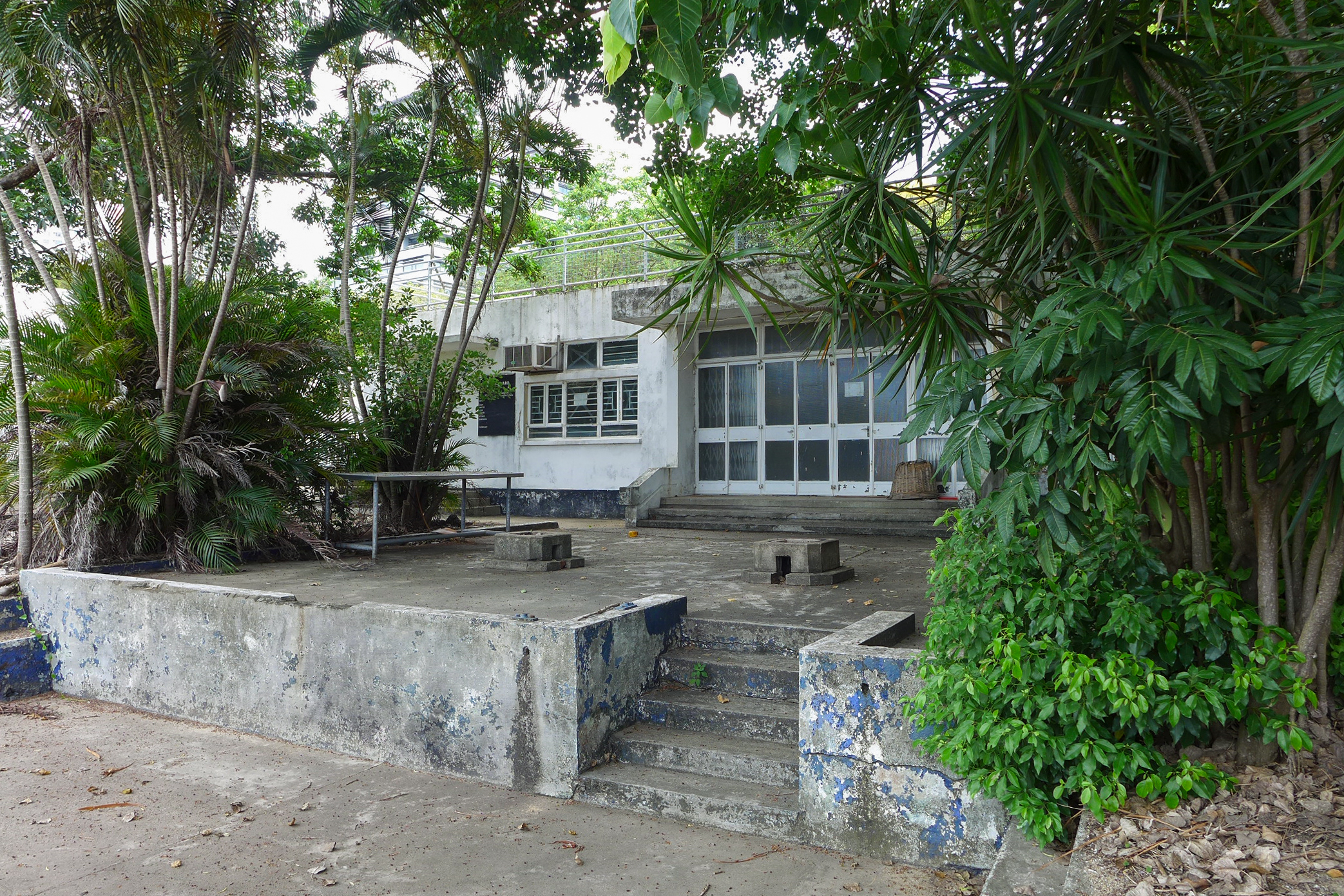
Le bâtiment Gordon Hard
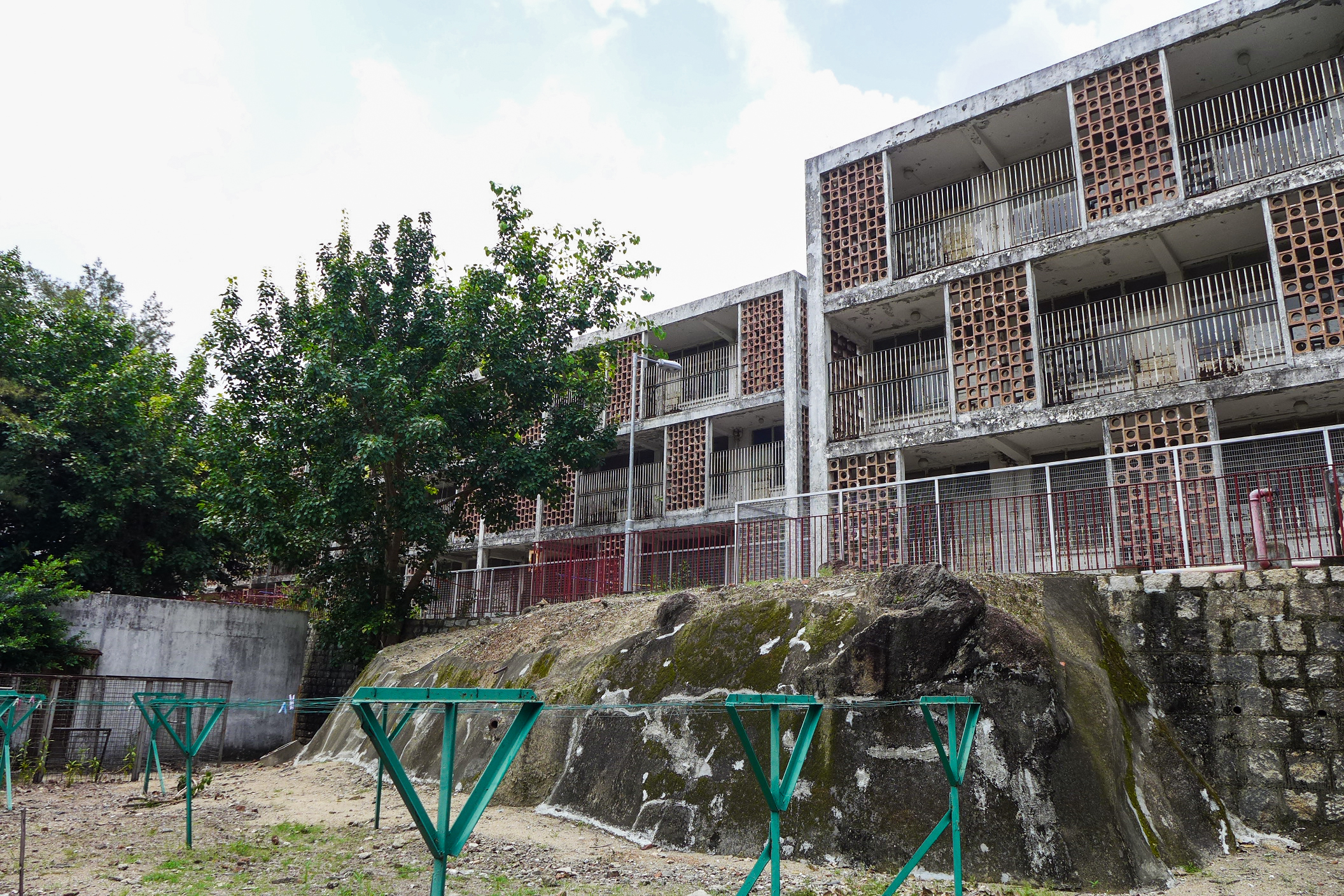
Les blocs 14 et 15, inutilisés depuis de nombreuses années
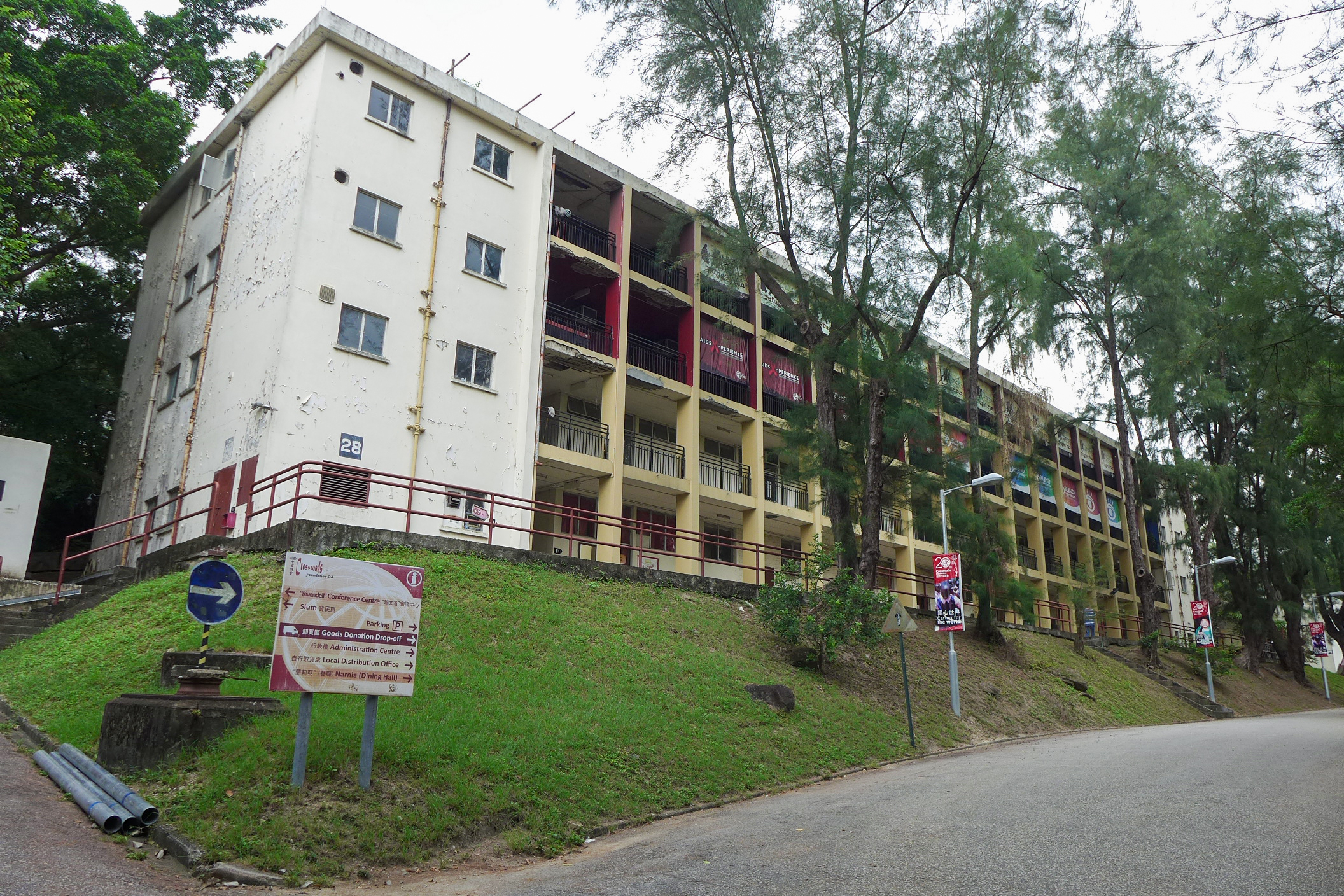
Le bloc 28 qui accueille l'organisation caritative Crossroads Foundation (en)
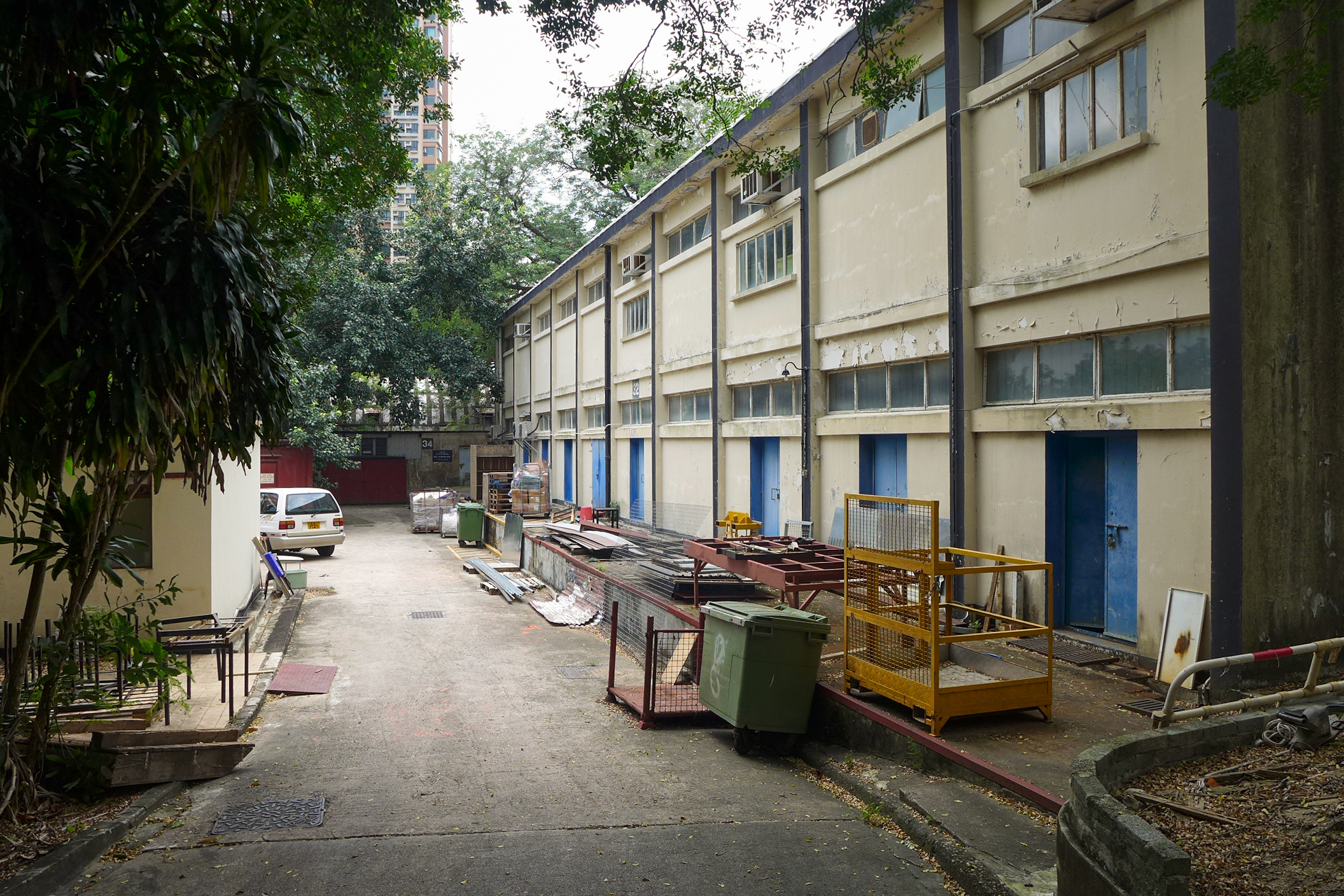
Le bloc 32 qui est actuellement utilisé comme atelier
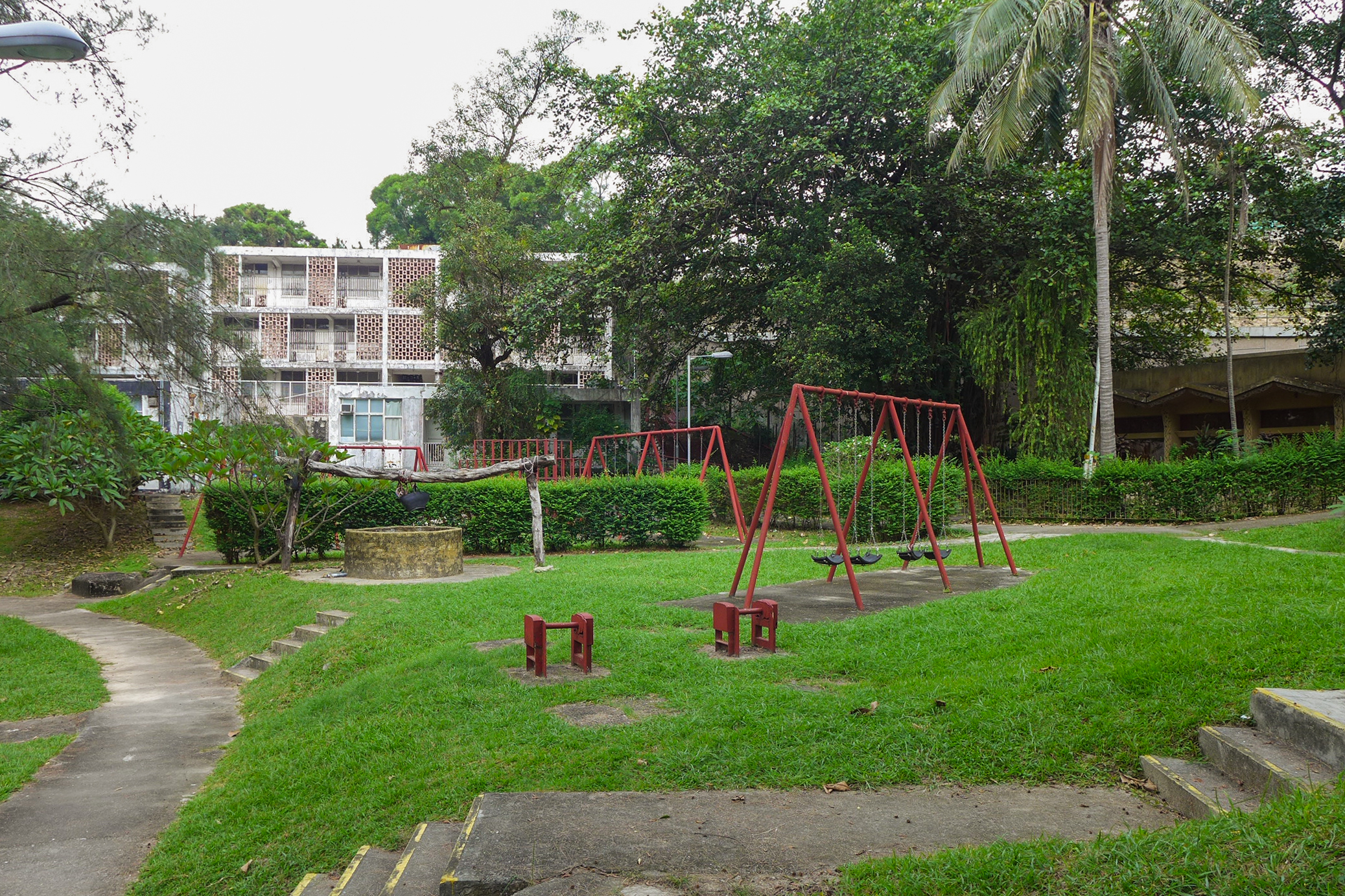
Aire de jeux pour enfants dans la caserne